# Малый город

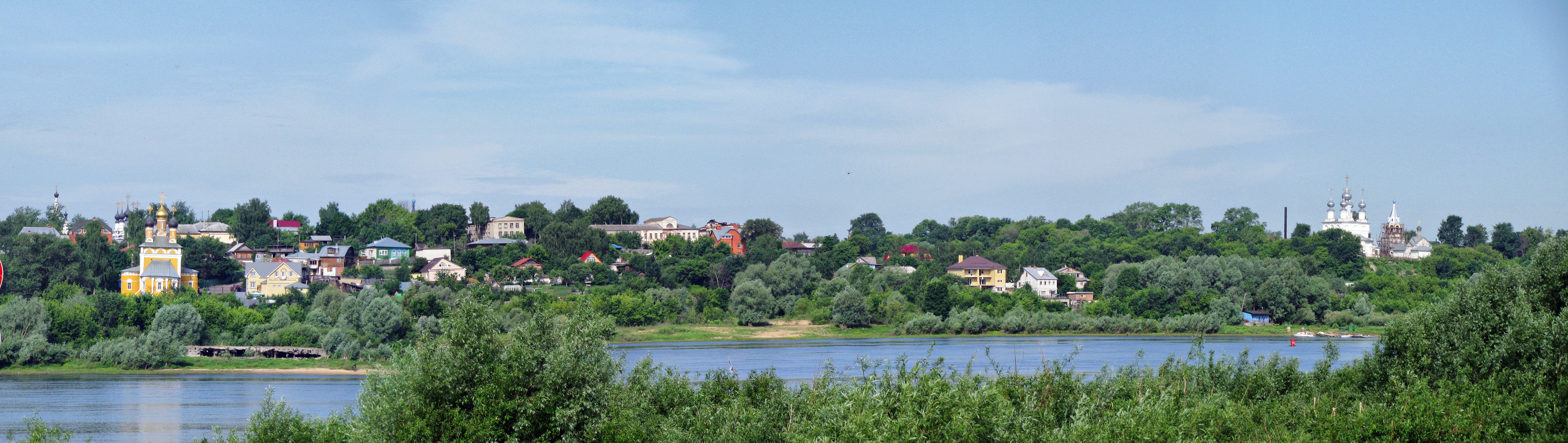
Муром. Россия. Вид с правого берега Оки.

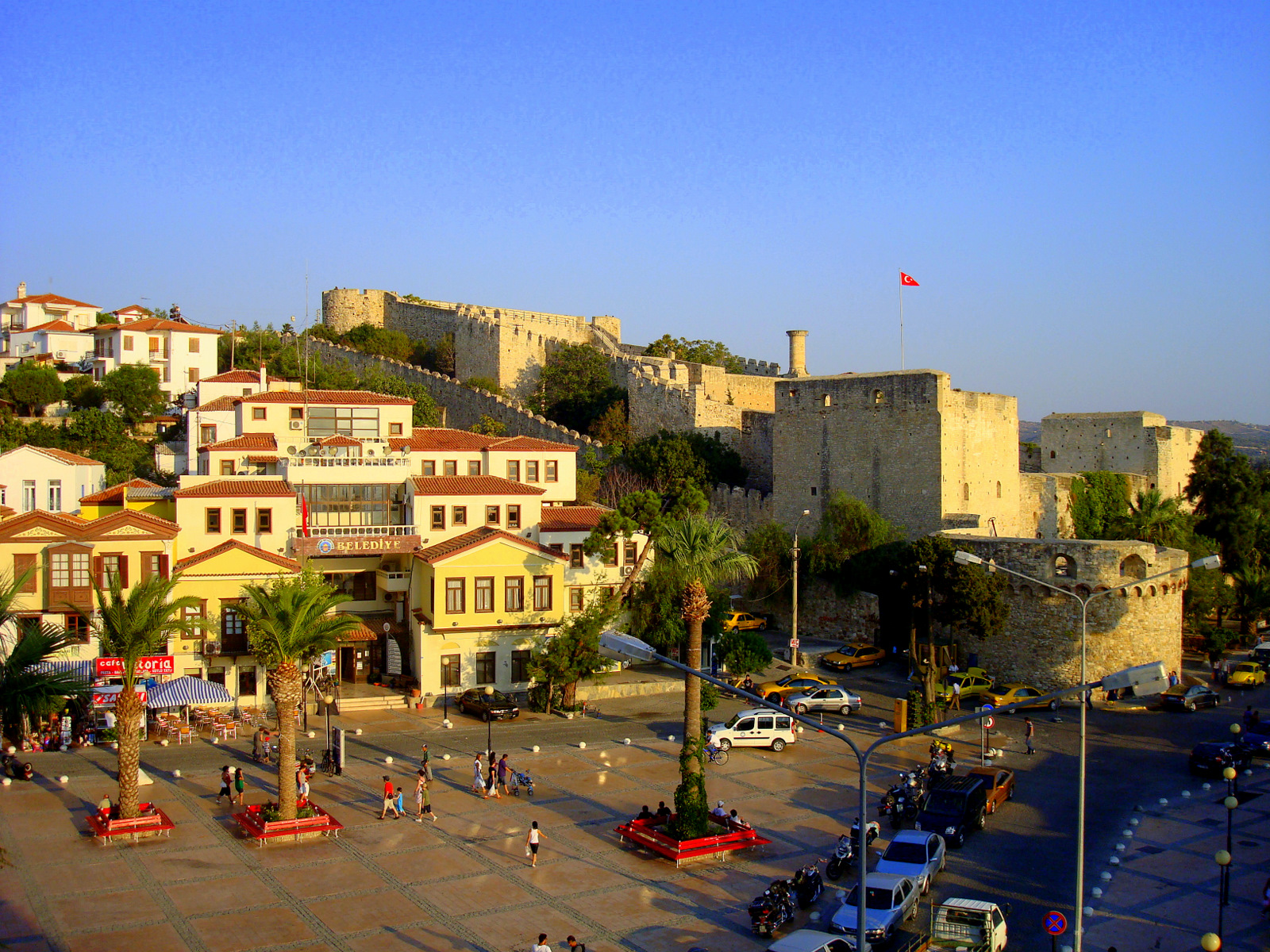
Чешме, Турция — прибрежный турецкий малый город с домами в местном стиле и османский замок.

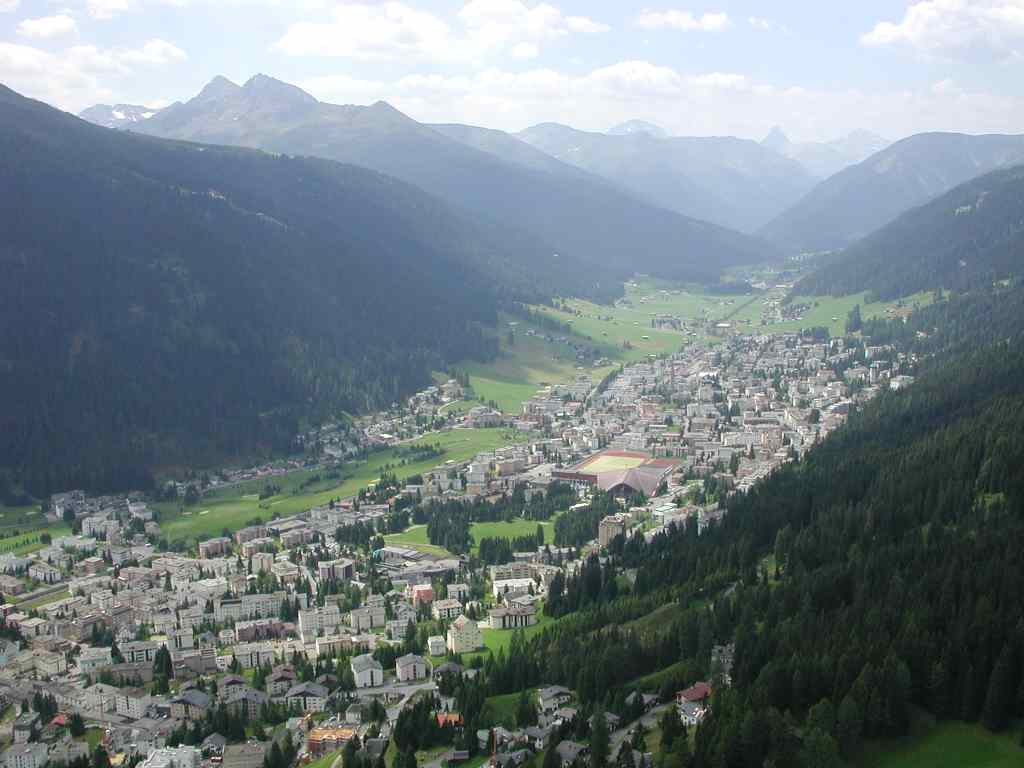
В альпийском городке Давос в швейцарских Альпах.

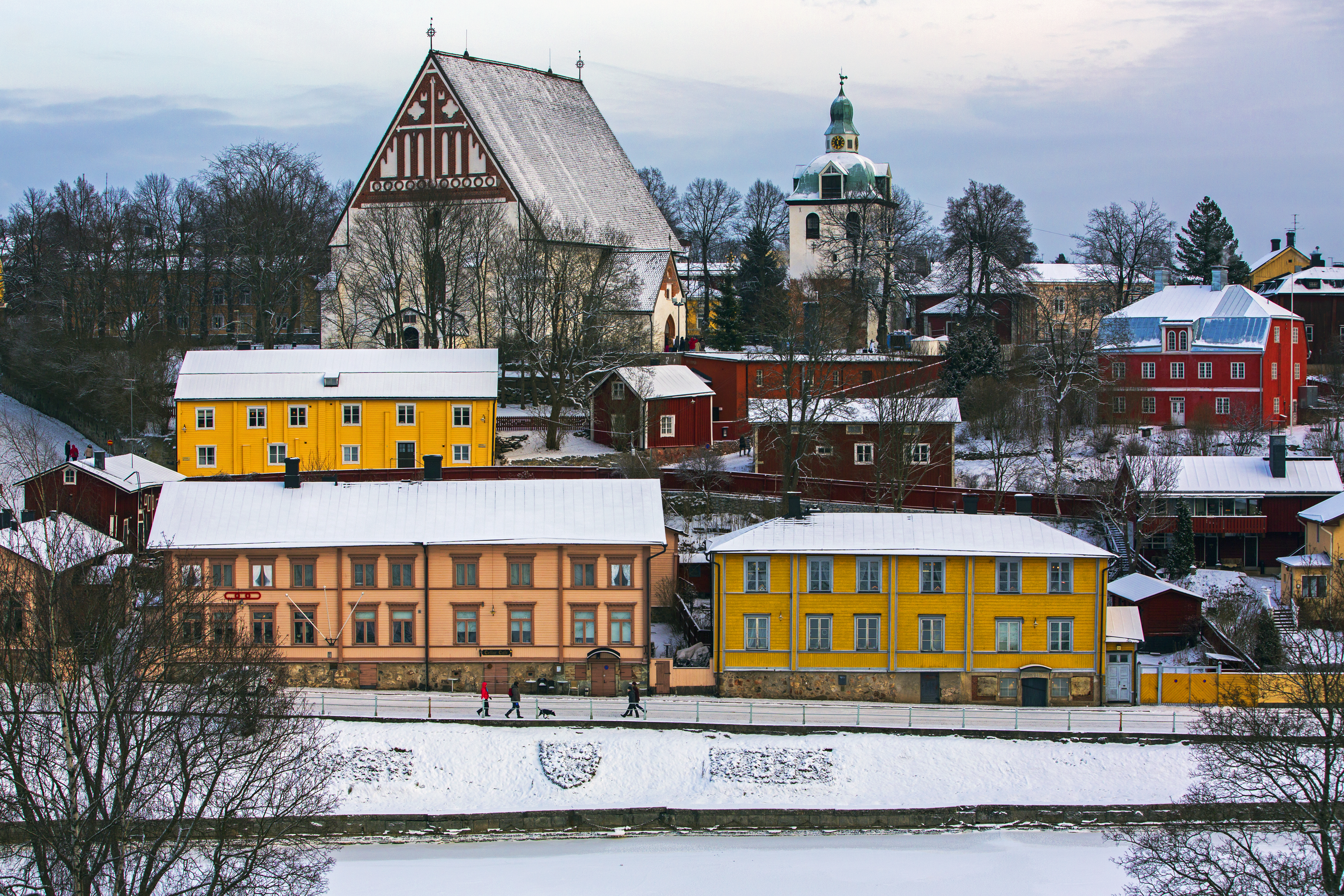
Исторический город Порвоо в Финляндии.

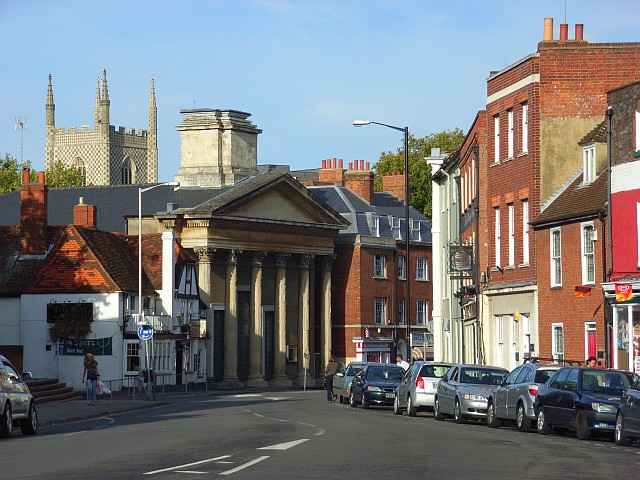
Рединг (Англия) является крупным городом, который безуспешно пытался стать сити.

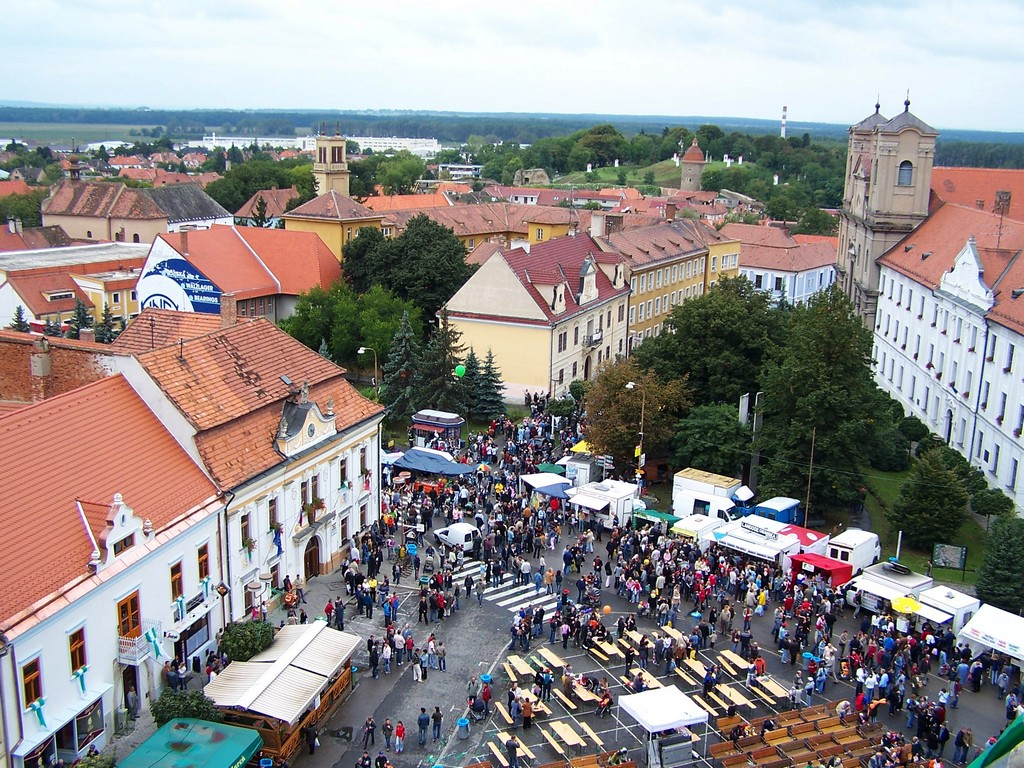
Исторический город Скалица в Словакии.

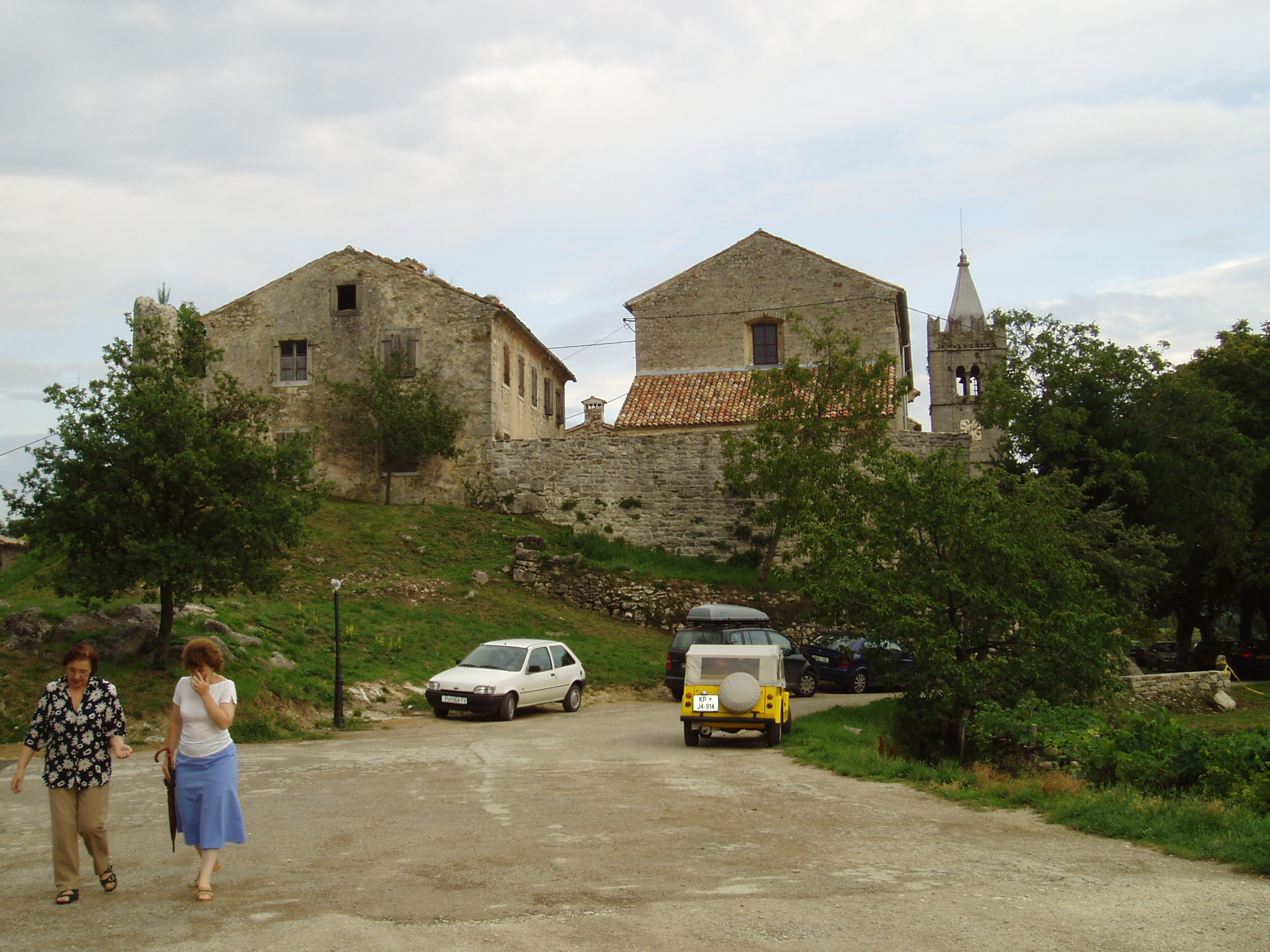
Хум (Хорватия) с населением 27 человек считается самым маленьким городом мира.

Малый город (городок) — поселение, которое больше, чем сельский населённый пункт, но меньше, чем крупный город. Размер и определение того, что представляет собой малый город, существенно варьируется в разных частях мира.

## Происхождение и использование
В некоторых случаях городок — это другое название для города или сельского населённого пункта (особенно большой деревни или посёлка). Сегодня малые города могут быть дифференцированы от посёлков, сёл или деревнь исходя из их экономического характера. Большинство населения малого города, как правило, получает доход от обрабатывающей промышленности, торговли и общественных услуг, а не отраслей первичного сектора экономики, таких как сельское хозяйство и связанная с этим деятельность.
Численность населения — ненадёжный маркер городского характера поселения. Во многих районах мира, как в Индии, по крайней мере до недавнего времени, большая деревня может быть населена в несколько раз большим числом людей, чем малый город. В Соединённом Королевстве есть исторические города со статусом сити, которые намного меньше, чем малые города, не имеющие такого статуса.
Современная тенденция к расползанию пригородов и субурбанизации вместе с развитием городов-спутников и миграцией городских жителей в пригороды ещё более усложнили определение городов, создание сообществ городов относительно их экономических и культурных особенностей, но в отсутствие других характеристик городских населённых пунктов.
Некоторые формы несельских поселений, такие как временные горняцкие посёлки, в том числе городского типа, могут быть явно не сельскими, но лишь сомнительно претендовать на право называться городом.
Различие между малым городом и крупным городом зависит от подхода: крупный город может быть строго административным образованием, которое было предоставлено ему по закону, но в неформальной речи это понятие также используется для обозначения городской местности определённого размера или важности: в то время как крупный средневековый город, возможно, населяли всего 10 000 жителей, сегодня к крупным городам относят города с населением более 100000 жителей.

## По странам мира

### Австралия
В Австралии, под городами или «населёнными пунктами — городскими центрами» обычно понимаются те населённые пункты, которые официально не объявлены сити и имеют население свыше 200 человек. Слишком малые, чтобы называться городами, поселения являются, как правило, населёнными пунктами со статусом посёлка.
Кроме того, некоторые органы местного самоуправления, официально оформленные как посёлки в Квинсленде, Западной Австралии и Северной территории, и перед общегосударственными объединениями 1990-х годов в Виктории некоторые органы местного самоуправления, были оформлены в качестве городов, но теперь городов не только населённые пункты, которые содержат городах с населением, превышающим 200 человек.

### Индия

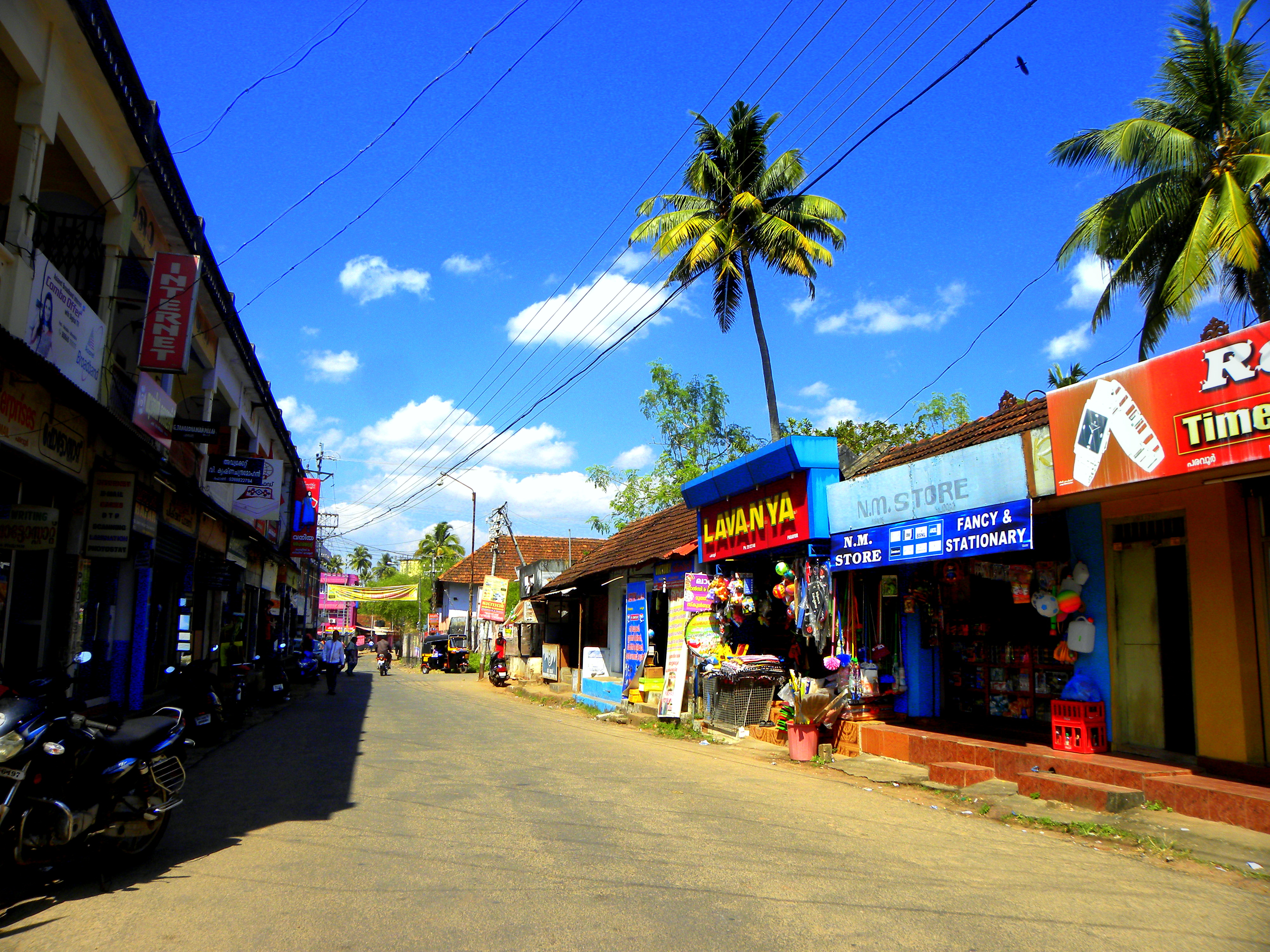
Улица в городе Паравур, Индия

В 2011 году перепись населения Индии учитывала малые города двух типов — уставной город и переписной город. Уставной город определяется как любой город со статусом муниципалитета, корпорации и др. Переписной город должен удовлетворять следующим критериям:
- минимум населения — 5000 человек;
- не менее 75 процентов рабочих мужского населения занимается несельскохозяйственным производством;
- плотность населения не менее 400 чел/км2. (1000 чел/кв. милю).

### США
Town — (небольшой) город, посёлок городского типа.
City — (крупный) город. Юридически, муниципальная корпорация (англ. municipal corporation) со своим уставом (хартией) (англ. charter), регистрируемым властями штата, обычно больше поселка городского типа (англ. town), поселка (англ. township), деревни (англ. village) или округа (англ. borough). Как правило, статус города основывается на численности населения, но конкретно определяется законами каждого штата. В США существует около 19 тыс. крупных городов.
— Англо-русский лингвострановедческий словарь «Американа-II» / Под ред. доктора филологических наук, профессора Г. В. Чернова. © М. В. Васянин, О. Н. Гришина, И. В. Зубанова, А. Н. Натаров, Е. Б. Санникова, О. А. Тарханова, Г. В. Чернов, С. Г. Чернов; 2005. Встроен в программу ABBYY Lingvo

### Япония
В Японии статус города (си) был предназначен только для нескольких особенно крупных населённых пунктов. Со временем, однако, необходимые условия для города были смягчены, и сегодня единственное правило для получения статуса крупного города — население более 50 000 человек и более 60 % населения сосредоточено в центральной части города. В последнее время многие небольшие деревни, посёлки и малые города слились, чтобы сформировать статусный город, несмотря на сохранение облика скопления деревень.
Различие между малыми городами (мати) и деревнями (мура) во многом является неписаным и определяется исключительно по численности населения: в мура живут менее 10 000 человек, а в малых городах/ посёлках мати — от 10000 до 50000 человек.

### Россия

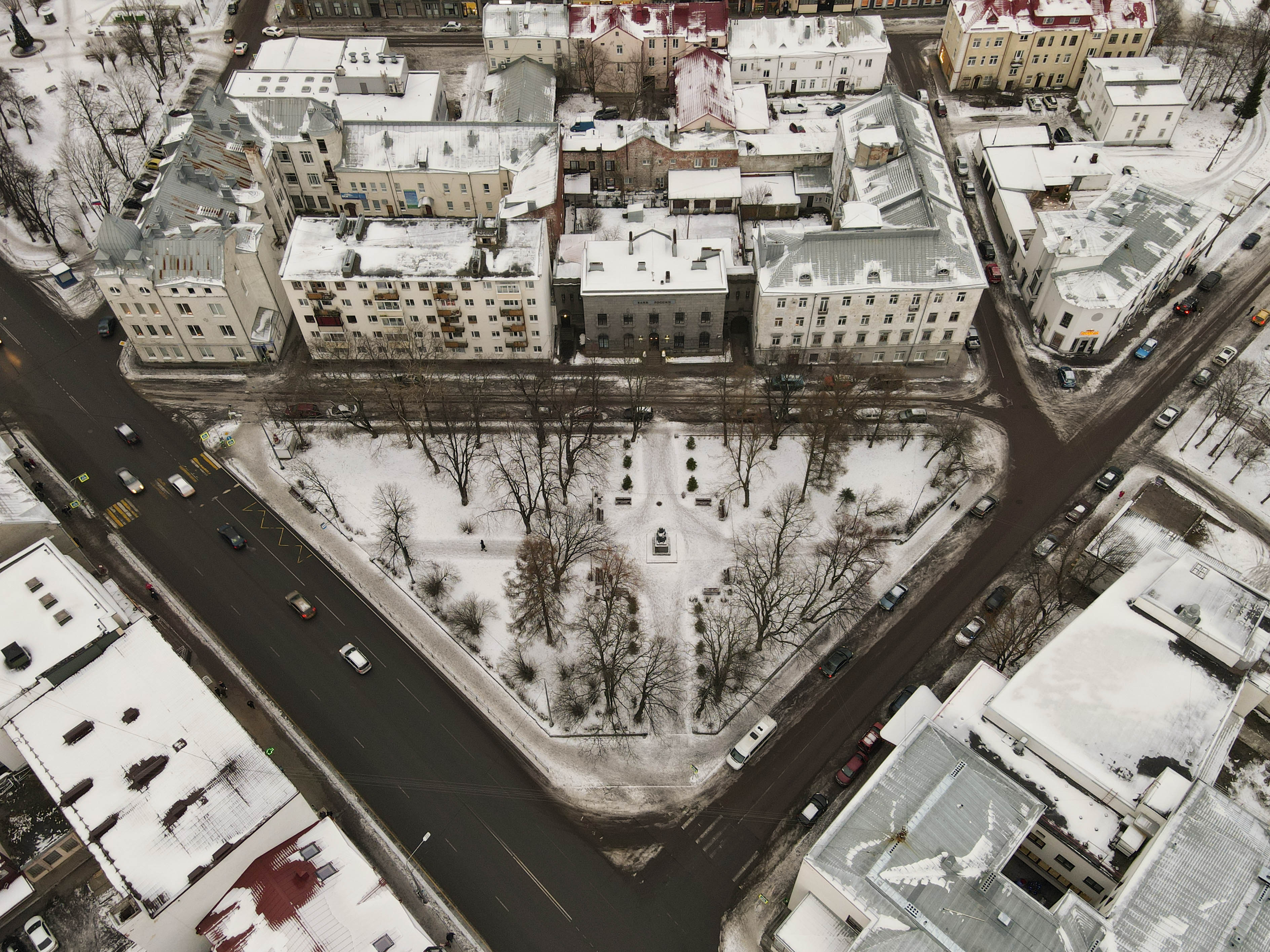
Сортавала — город республиканского значения в Республике Карелия.

В России близким понятием является посёлок городского типа. Пгт городом законодательно не является, однако население пгт считается городским. Значительная часть пгт появились благодаря каким-либо местным промышленным предприятиям. Основным типом малых городов России являются районные центры.
В России критерии населённого пункта, которым он должен соответствовать, чтобы получить статус города, варьируют в зависимости от региона. Например, самый маленький и самый молодой город России Иннополис в Татарстане получил статус города, когда в нём проживало 10 человек. В общем, чтобы претендовать на этот статус, населённый пункт должен иметь более 12 000 жителей, а по видам деятельности не менее 85 % жителей должны не являться занятыми в сельском хозяйстве. Впрочем, населённые пункты, которым ранее был предоставлен статус города и которые больше не отвечают этим критериям, могут по-прежнему сохранять статус по историческим причинам.

### Речь Посполитая
Местечко с характерным для города торгово-ремесленным населением и аналогичной инфраструктурой и планировкой, тем не менее, отличалось от города — как правило, меньшей площадью и меньшим количеством населения. Однако фундаментальное отличие заключалось в том, что местечки не были наделены магдебургскими правами и, следовательно, не имели самоуправления (магистрат) и герба. Некоторые местечки получали со временем статус города; например, Улла в 1577 получила магдебургские права. Другие переходили в категорию деревень или сёл: например, Козяны в Браславском районе Витебской области Белоруссии или Лишкява в Варенском районе Литвы. Такой переход приводил к невозможности дальнейшего проживания еврейского населения согласно нормам черты оседлости.

## Список литературы
- Бюро статистики Австралии: Австралийская Стандартная Географическая Классификация (ASGC) 2005